# 샘

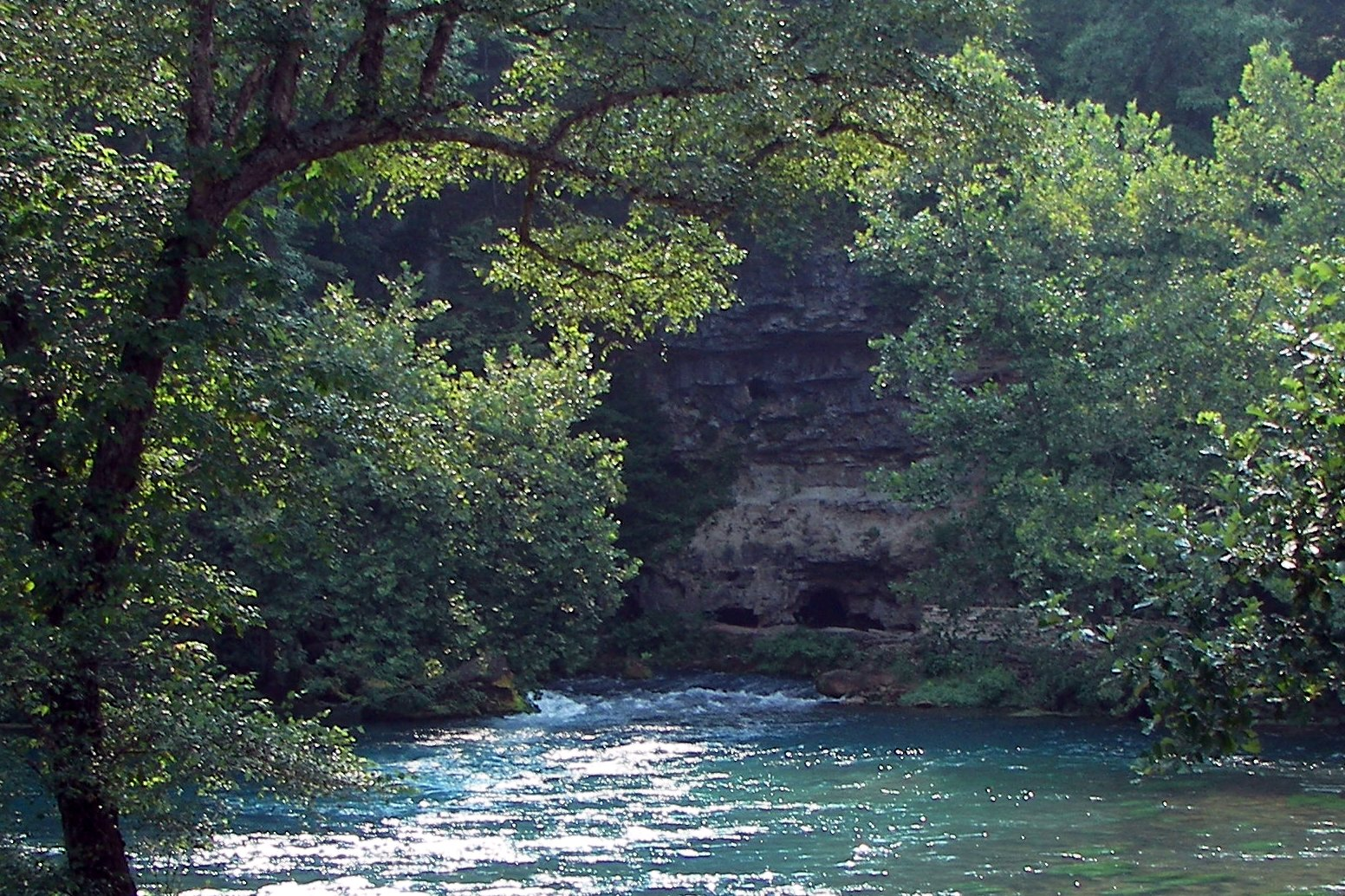
미주리의 Big Spring에서는 하루에 거의 1,150,000 입방미터의 물이 솟아 나온다.

샘(泉)은 지하수가 지표로 흘러나오는 곳이다. 지하를 지나는 동안, 불순물이 여과되어서 광물 성분이 녹아 있는 물이 되는 경우가 많다. 샘에서 나오는 물은 샘물이라고 부른다.
산과 평지의 경계선, 대지나 선상지의 끝, 석회동굴에서 샘이 솟는 경우가 많다. 사막에서는 샘에 의해 오아시스가 형성되기도 한다.

## 흐름

### 분류
| 규모 | 흐름 (ft3/s, gal/분, pint/분)           | 흐름 (L/s)     |
| ---- | --------------------------------------- | -------------- |
| 1    | > 100 ft3/s                             | 2800 L/s       |
| 2    | 10 ~ 100 ft3/s                          | 280 ~ 2800 L/s |
| 3    | 1 ~ 10 ft3/s                            | 28 ~ 280 L/s   |
| 4    | 100 US gal/분 ~ 1 ft3/s (448 US gal/분) | 6.3 ~ 28 L/s   |
| 5    | 10 ~ 100 gal/분                         | 0.63 ~ 6.3 L/s |
| 6    | 1 ~ 10 gal/분                           | 63 ~ 630 mL/s  |
| 7    | 2 pint ~ 1 gal/분                       | 8 ~ 63 mL/s    |
| 8    | 1 pint/분 미만                          | 8 mL/s         |
| 0    | 흐름 없음 (과거 지역 / 역사적 흐름)     |                |

## 약수
약수(藥水)란 야생에서 솟아나오는 물중에 몸에 좋은 것으로 알려진 샘물을 말한다. 약수가 나오는 곳을 약수터라고 하며, 등산객에게 필요한 수분을 공급해 주기도 하고, 근처 주민들의 식수를 충당하는 역할도 한다. 약수터는 입소문을 타는 경우가 많으나, 약수의 효능에 대해 정밀하게 입증되지는 않았다. 보건복지부에서 수질검사를 실시하고 있으며, 위생상 문제가 있는 경우(대장균류의 기준치 초과 검출)는 취수금지 등의 푯말을 붙이기도 한다.

## 저명한 샘
아시아:
- 알하사 샘, 사우디아라비아
- 베이터우구, 중화민국

유럽:
- 브렐로보스네, 일리자, Bosnia
- 바스
- 벅스턴, 잉글랜드
- 해러게이트, 잉글랜드

북아메리카:
- 콜로라도스프링스
- 글렌우드스프링스
- 새러토가스프링스, New York

남아메리카:
- 상로렌수 (미나스제라이스주), 브라질

## 같이 보기
- 수역
- 음료수
- 분수 (설비)
- 간헐천
- 온천
- 간헐샘
- 호수
- 광천수
- 못 (수체)
- 온천 마을
- 수원 (하천)
- 물의 순환
- 우물
- 한국의 약수 목록
- 약수